# Понте ді Кастельвеккіо
Понте ді Кастельвеккіо (італ. Ponte di Castelvecchio, Міст Старого замку) — старовинний арковий міст через річку Адідже у Вероні, відомий також як Ponte Scaligero (Міст Скалігерів). На момент його будівництва міст мав найбільший у світі основний проліт — 48,69 м.

## Історія мосту
Точна дата появи мосту невідома, але швидше за все він був побудований в період з 1354 до 1356 подестою Верони Кангранде ІІ делла Скала. Міст був йому потрібен для того, щоб у випадках можливих народних повстань проти його тиранічного режиму можна було швидко дістатись укріпленого Замку Кастельвеккіо, що примикав до мосту.
Міцність конструкції дозволила мосту простояти недоторканим аж до кінця 18 століття, коли французькі війська зруйнували башту на лівому березі (хоча, можливо часткова руйнація мала місце під час окупації Верони з боку міланського аристократичного роду Вісконті або з боку Венеційської республіки).
Все ж міст був повністю зруйнований 25 квітня 1945 відступаючими нацистами. Така ж доля спіткала і інші мости Верони, серед яких і античний міст  Понте П'єтра.
В 1949—1951 міст Скалігерів було бережно реконструйовано з оригінальних фрагментів і матеріалів.

## Характеристики
Як і більшість пам'яток Верони епохи знаного ґібелінського роду Скалігерів міст був побудований у верхній частині з червоної цегли, а в нижній — з білого мармуру. Він включає у себе три прольоти різної довжини — кожна наступна, починаючи від башти, є коротшою за попередню: 48,69 м — 29,15 м — 24,11 м. 2 пілони мосту мають розміри 12,1 x 19,4 і 6,3 x 17,3 метрів відповідно. Міст має загальну довжину 120 м.

## Легенди
Згідно з легендою, подеста Кангранде нагородив проектувальника мосту Гульєльмо Бевілаква шаблею, що належала Мартіну Турському.
Інша легенда розповідає, що архітектор на інавгурації мосту сидів верхи на коні, готовий бігти геть у разі, якби міст почав завалюватись.

## Архітектор мосту
Хто був автором проекту мосту, достеменно невідомо. За легендою про шаблю Мартіна Турського проектував міст Гульєльмо Бевілаква. За іншими припущеннями дослідників історії мосту, авторами проекту могли бути Джованні да Феррара і Джакомо да Гозо.

## Галерея

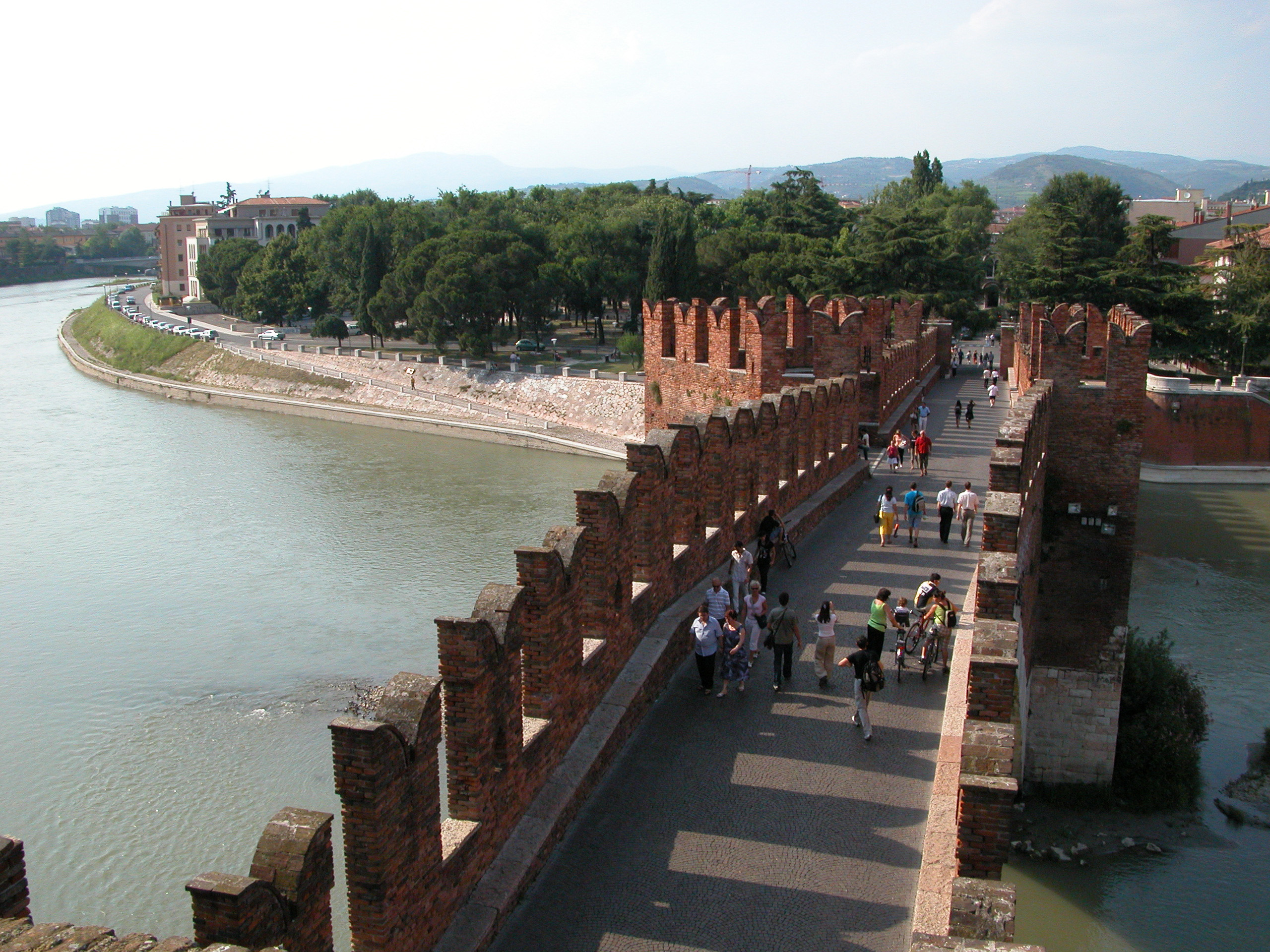
Міст Скалігерів
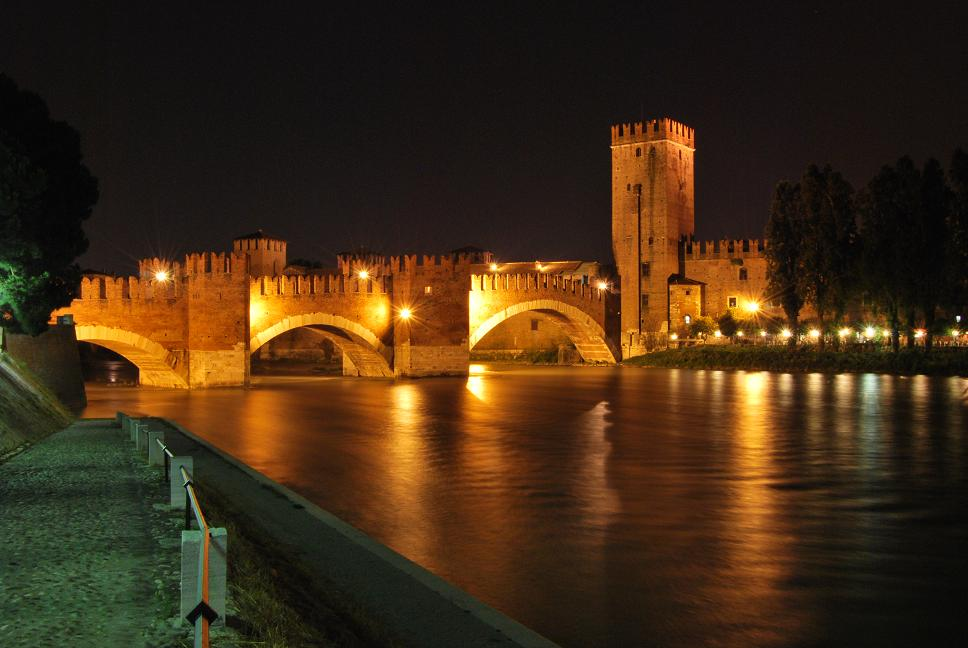
В нічний час
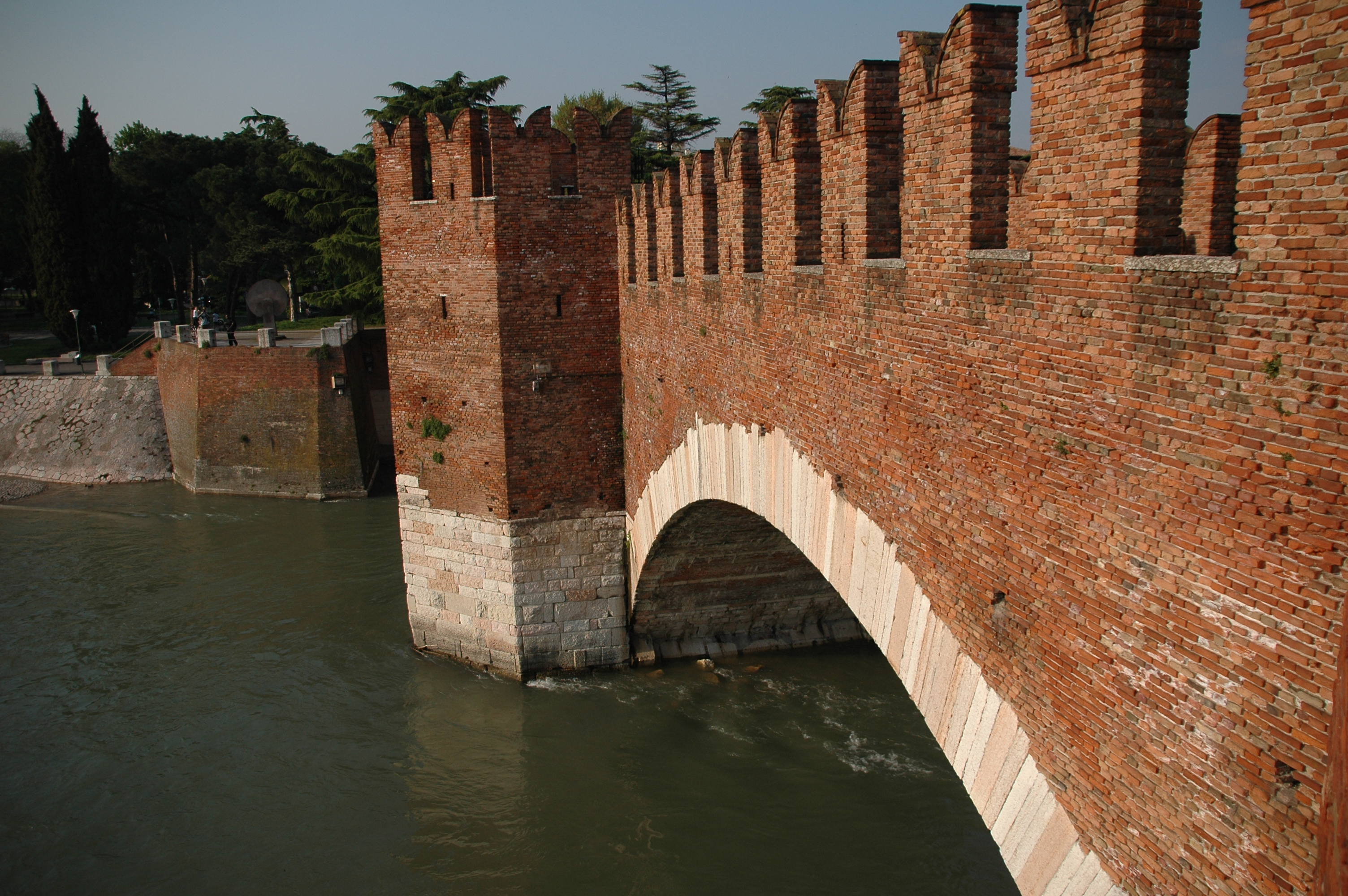
У верхній частині – цегла, у нижній - мармур
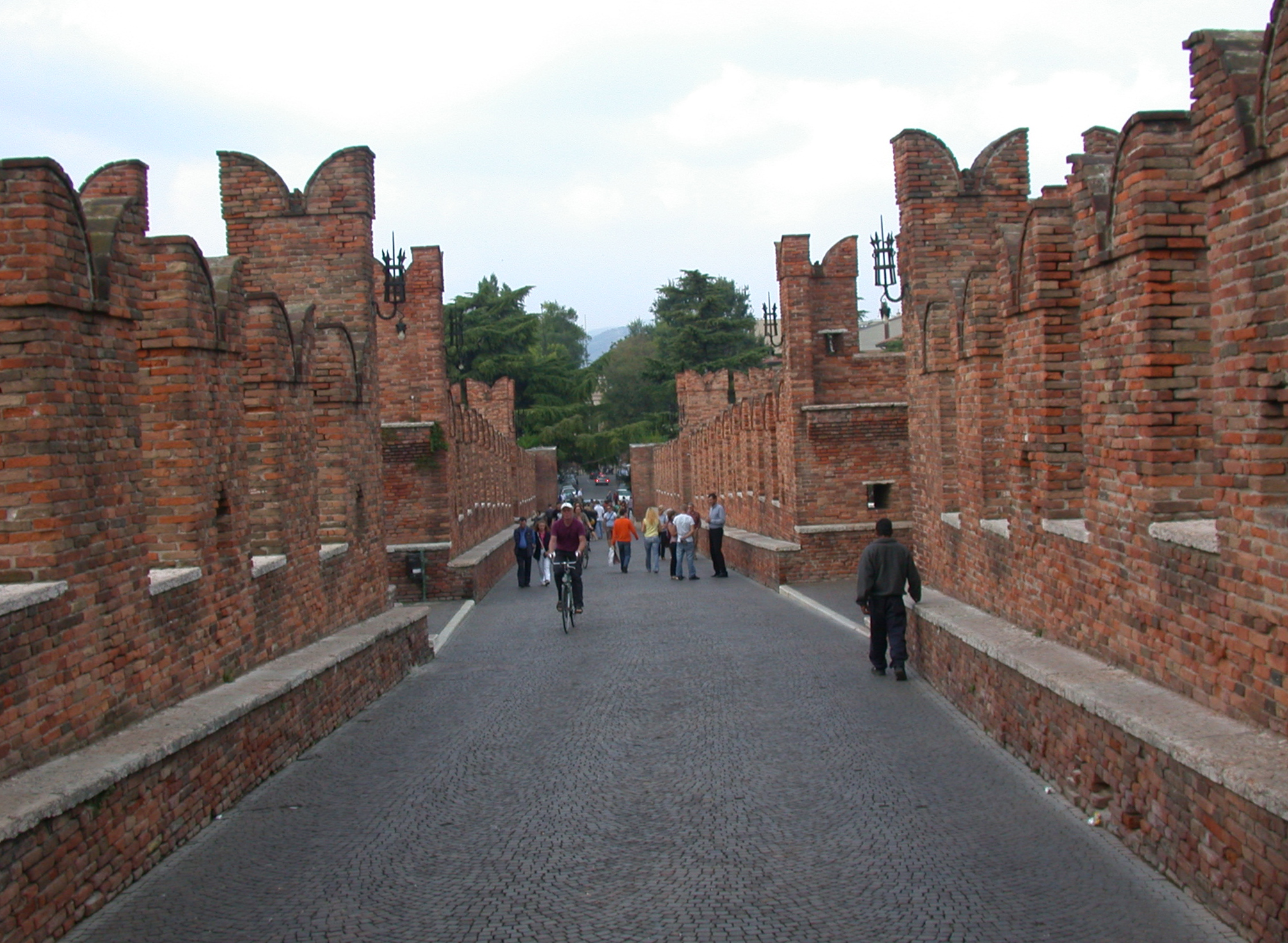
Зубчасті стіни «ластівчаний хвіст»